# John Beresford (polospeler)
John Graham Hope de la Poer Beresford (Newcastle upon Tyne, 5 december 1866 - Ascot, 31 januari 1944) was een Brits polospeler.

## Biografie
Beresford nam deel aan de Olympische Zomerspelen van 1900 in Parijs als lid van een gemengde poloploeg bestaande uit Britten en Amerikanen. Hij en zijn ploeg behaalden de gouden medaille.

## Belangrijkste resultaten

### Olympische Zomerspelen
| Jaar | Plaats | Discipline | Resultaat |
| ---- | ------ | ---------- | --------- |
| 1900 | Parijs | polo       | Goud      |

- Virtual International Authority File: 315621468

1900: Beresford, Daly, Keene, Mackey, Rawlinson ·
1908: C. Miller, G. Miller, Nickalls, Wilson ·
1920: Barrett, Lockett, Melvill, Wodehouse ·
1924: Kenny, Miles, Naylor, Nelson, Padilla
1936: Andrada, Cavanagh, Duggan, Gazzotti